# Lijst van civil parishes in West Midlands
Onderstaande lijst bevat alle civil parishes in het Engelse ceremoniële graafschap West Midlands.
1. Allesley
2. Balsall
3. Barston
4. Berkswell
5. Bickenhill
6. Castle Bromwich
7. Chelmsley Wood
8. Fordbridge
9. Hampton in Arden
10. Hockley Heath
11. Keresley
12. Kingshurst
13. Meriden
14. New Frankley in Birmingham
15. Smith`s Wood